# Mahaicony
Mahaicony es una comunidad que está formada por varias aldeas en la costa este de Demerara - Región 5 (Mahaica-Berbice) en Guyana. El terreno alrededor de Mahaicony es muy plano, El océano está cerca de Mahaicony al noreste y El punto más alto en las cercanías de 12 metros sobre el nivel del mar, 1.0 km al norte de Mahaicony. La comunidad principal más cercana es Mahaica Village, 17,6 km al noroeste de Mahaicony. El área alrededor de Mahaicony Village consiste principalmente en humedales 

## Economía
La pesca, la agricultura y la caza son tres de las actividades económicas más antiguas del mundo. En Mahaicony, estos siguen siendo la forma de vida más popular para los residentes. El área produce más de 15.000 toneladas métricas de arroz con cáscara cada año.
Las actividades de la comunidad suelen verse afectadas por las inundaciones durante la temporada de lluvias y el secado de los estanques durante la temporada seca.

## Educación
Hay dos escuelas secundarias principales: Mahaicony Secondary School y Novar Secondary School. Las aulas superpobladas es uno de los varios problemas que enfrentan tanto los profesores como los estudiantes de la escuela secundaria Mahaicony. A pesar de estas limitaciones, Mahaicony Secondary School ha logrado un alto porcentaje de aprobados en todas las materias.
En los alrededores, las escuelas primarias están dispersas desde Mahaicony, Zelanda en el oeste hasta Calcuta en el este y Mora Point en el sur profundo. El acceso a la educación primaria no es un problema, pero la cultura de la comunidad es que los adolescentes toman los campos agrícolas a una edad temprana, por lo tanto, menos asisten a la escuela secundaria. La concepción general es que alguien tiene que hacer la agricultura.
Lista de escuelas en Mahaicony:
- Mahaicony Secundaria
- Secundaria Novar
- Primaria Karamat
- Primaria de mesa Gorden
- Mortice Primaria
- Primaria Strat-Campbelle
- Primaria Mahaicony
- Primaria de Zelanda
- Primaria de Calcuta

## Atención médica
Mahaicony Cottage Hospital, ahora rebautizado, Mahaicony District Hospital es un antiguo hito para la comunidad, que ha prestado servicios a su gente durante años como el principal centro de asistencia sanitaria junto con varios centros de salud. La instalación ahora cuenta con ultrasonido, rayos X y otras tecnologías. La instalación funciona bajo la administración del Ministerio de Salud y la Corporación de Hospitales Públicos de Guyana (GPHC).
- Datos: Q866074